# ルペニ
ルペニ（ルーマニア語: Lupeni、“Lup”は狼の意）は、ルーマニアのフネドアラ県にある鉱山町。ドイツ語名はシルヴォルフスバッハ（Schylwolfsbach）、ハンガリー語名はルペーニ（Lupény）で、2002年国勢調査時点で3万1409人の人口を数える。ジュー渓谷の西ジュー川河岸に築かれており、標高は630mから760mと開きがある。ジュー渓谷で最も大きく、かつ最も由緒ある街である。ペトロシャニとはDN66A号線を通して18km、県都デヴァとは114kmの距離がある。
1929年のルペニ・ストライキが起こった場所である。かつては被雇用者の8割が鉱業に従事していたが、後に政府からの補助金がなくなり、採算がとれなくなったため1997年にそのほとんどが閉山した。現在ではペトロシャニに本社を置く国営無煙炭公社がルペニ炭鉱を営んでいる。

## 人口動態
民族別
- ルーマニア人 - 2万7965人
- ハンガリー人 - 3804人
- ロマ（ジプシー） - 713人
- ドイツ人 - 182人
- ポーランド人 - 104人
- サクソン人 - 41人

宗派別
- 正教会 - 2万5065人
- ローマ・カトリック - 2862人
- ギリシャ・カトリック - 2032人
- 改革派/ルーテル教会 - 1429人
- その他 - 1432人